# Prasyptera
Prasyptera es un género de insecto coleóptero de la familia Chrysomelidae.

## Especies
Las especies de este género son:
- Prasyptera abdominalis Jacoby, 1894
- Prasyptera angusta Weise, 1922
- Prasyptera antennata Jacoby, 1886
- Prasyptera approximata Baly, 1878
- Prasyptera bennigseni Weise, 1908
- Prasyptera clypeata Jacoby, 1886
- Prasyptera distincta (Baly, 1878)
- Prasyptera dubiosa Jacoby, 1886
- Prasyptera haroldi (Baly, 1878)
- Prasyptera kempeni Weise, 1917
- Prasyptera lorentzi Weise, 1912
- Prasyptera mastersi (Blackburn, 1896)
- Prasyptera nigripes Jacoby, 1886
- Prasyptera nitens Weise, 1912
- Prasyptera nitidipennis Baly, 1886
- Prasyptera rugicollis Laboissiere, 1932
- Prasyptera rugosa Jacoby, 1894
- Prasyptera straeleni Laboissiere, 1932
- Prasyptera unifasciata Jacoby, 1886
- Prasyptera varicolor Weise, 1917
- Prasyptera wallacei Baly, 1878
- Prasyptera yulensis Laboissiere, 1932